# Hurstbourne Priors
Hurstbourne Priors – wieś w Anglii, w hrabstwie Hampshire, w dystrykcie Basingstoke and Deane. Leży 17 km na północ od miasta Winchester i 93 km na zachód od Londynu.